# Empis pallida
Empis pallida är en tvåvingeart som beskrevs av Friedrich Hermann Loew 1861. Empis pallida ingår i släktet Empis och familjen dansflugor. Inga underarter finns listade i Catalogue of Life.